# Ciaran Carson
Ciaran Gerard Carson (ur. 9 października 1948 w Belfaście, zm. 6 października 2019 tamże) – północnoirlandzki poeta, prozaik, muzyk.
Po ukończeniu studiów na Queen’s University w Belfaście przez pewien czas pracował jako urzędnik państwowy i nauczyciel. W latach 1975–1998 pracował dla Arts Council of Northern Ireland, między innymi kierując działem tradycyjnej kultury i sztuki irlandzkiej. Od 1998 roku wykłada na wydziale anglistyki Queen’s University. Założył tam i jest dyrektorem Seamus Heaney Centre for Poetry. Debiutował w 1976 tomem The New Estate.
W Polsce znany dzięki przekładom Piotra Sommera (Tak, Tak, 1998).

## Twórczość

### Poezja
- The New Estate, 1976
- The Lost Explorer, 1978 (arkusz poetycki)
- The Irish for No, 1987
- The New Estate and Other Poems, 1988
- Belfast Confetti, 1990
- First Language: Poems, 1993
- Opera Et Cetera, 1996
- The Alexandrine Plan (zawiera przekłady sonetów Baudelaire’a, Mallarmégo oraz Rimbauda), 1998
- The Ballad of HMS Belfast: A Compendium of Belfast Poems, 1999
- The Twelfth of Never, 1999
- Breaking News, 2003
- For All We Know, marzec 2008

### Proza
- Irish Traditional Music, 1986
- Last Night’s Fun: About Time, Food and Music, 1996 (szkice o muzyce irlandzkiej)
- The Star Factory, 1997
- Fishing for Amber, 1999
- Shamrock Tea, 2001 (powieść, wyd. pol. pt. Irlandzka herbatka – 2008)

### Tłumaczenia
- The Inferno of Dante Alighieri (tłumaczenie Piekła Dantego), 2002
- The Midnight Court (tłumaczenie Cúirt an Mhéan Oíche Briana Merrimana), 2005
- The Táin (tłumaczenie zbioru irlandzkich sag Táin Bó Cúailnge), 2007